# 한류 생활 대상
아시아태평양 스타 어워즈《APAN Star Awards》는 대한민국의 가요 시상식이다.

## 역사
한류 라이프에서 주최/주관하며, 기업/기관과도 공동진행하여 개최하는 대한민국의 가요 시상식이다. 